# Áreas protegidas de Yibuti

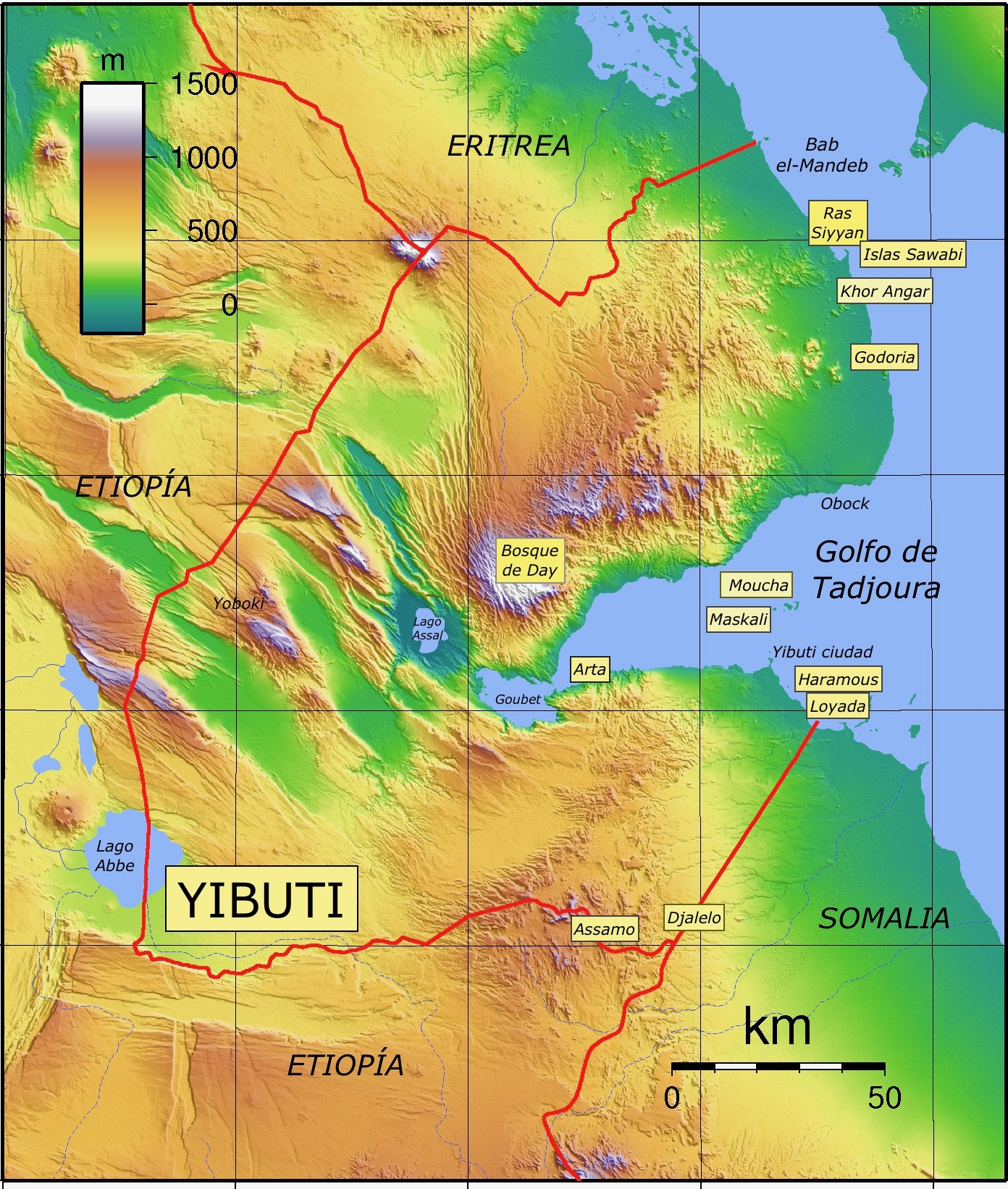
Áreas protegidas de Yibuti

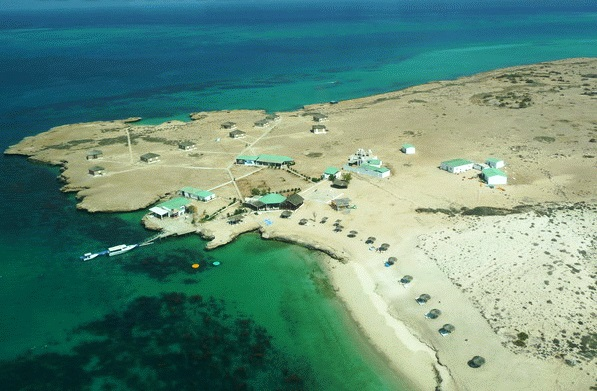
Isla de Moucha

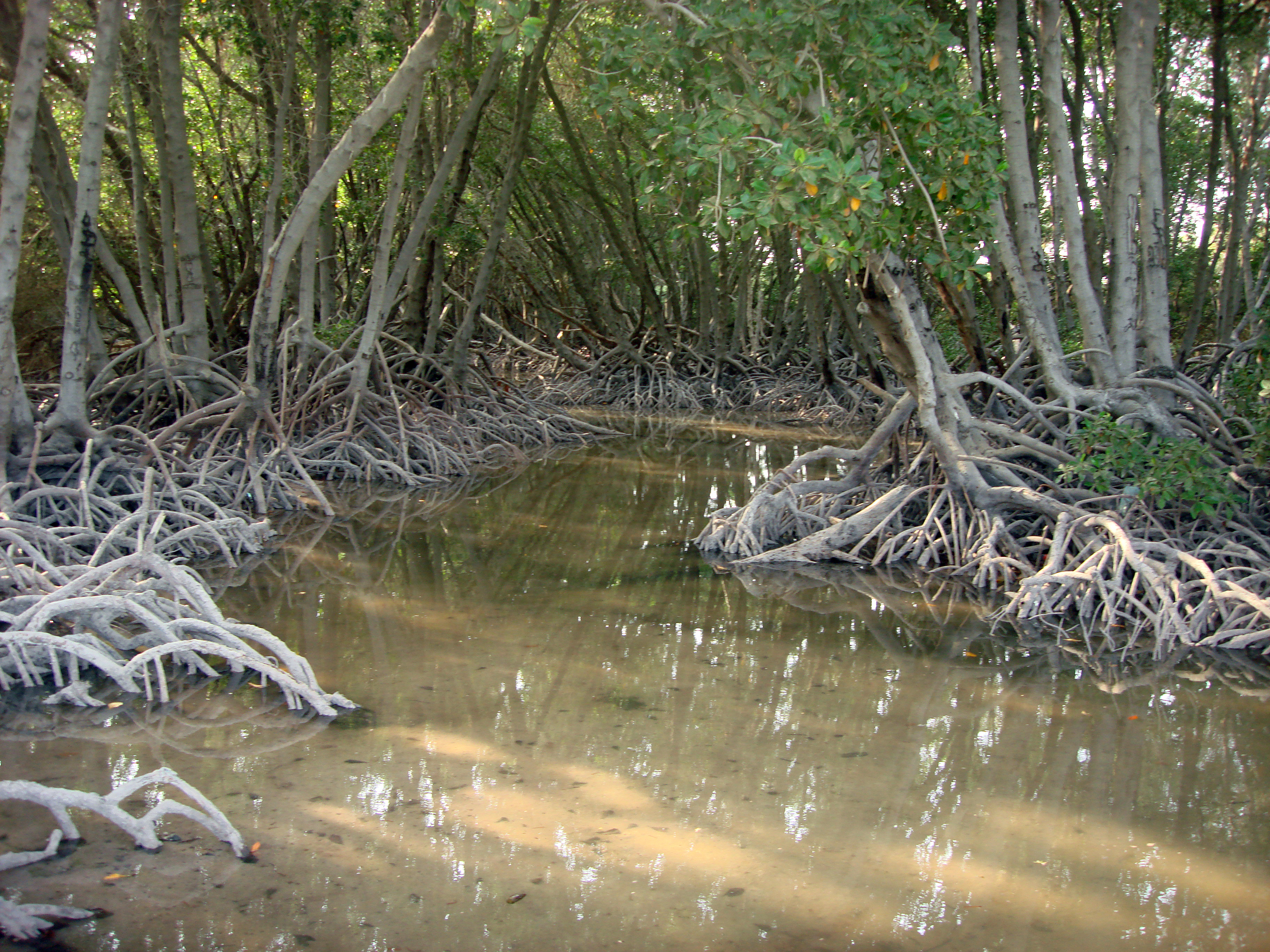
Manglares en la isla de Moucha

En Yibuti, la IUCN cataloga 7 zonas protegidas que ocupan 344 km², el 1,57% del territorio, y 12 km² de área marina, el 0,17% de los 7.031 km² que corresponden al país. De estas, 3 son paisajes merinos protegidos, 1 es un área protegida por especie y hábitat y 2 son áreas terrestres protegidas. Una de las zonas es un sitio Ramsar (Haramous-Loyada). Entre las áreas no reconocidas por la IUCN se encuentra el Parque nacional del Bosque de Day, y se menciona los parques nacionales de Yibuti y de Yoboki.

## Zonas costeras e islas
- Islas Moucha y Maskali. 11°43′28″N, 43°11′30″E. La isla de Moucha es una pequeña isla de coral en el centro del golfo de Tadjoura, pequeño entrante del golfo de Adén, a unos 15 km de tierra firme. Tiene una población de 20 personas, que se incrementa durante el verano. Tiene 3 km de longitud y está rodeada por las pequeñas islas Maskali (2 km²), unos pocos islotes y un arrecife coralino. Las temperaturas máximas oscilan entre los 30.oC en invierno, y los 40.oC en verano, y las mínimas, entre los 22.oC y los 30.oC, con unas precipitaciones anuales que no llegan a los 100 mm, y nada de lluvia en los meses más calurosos de junio y julio.[3] La puesta de las tortugas verdes en las playas de Makali se produce entre febrero y finales de abril; cada tortuga pone de 100 a 200 huevos del tamaño de una pelota de pin-pong.[4]

- Playa de Arta, 11°35'9.14"N, 42°48'35.8"E. a 50 km de la capital Yibuti, al sur del golfo de Tadjoura. La playa es de guijarros, bordeada de montañas de origen volcánico, con basaltos. En las inmediaciones se encuentra el Campo de entrenamiento para el combate de la playa de Arta (Centre d'entraînement au combat d'Arta Plage, CECAP), del Ejército de Tierra francés.[5] La playa es famosa por los fondos marinos que favorecen el submarinismo, incluso de noche y la gran abundancia de especies marinas.[6] De octubre a febrero puede verse el tiburón ballena cerca de la costa.[7]

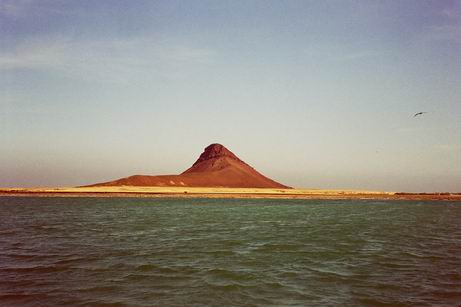
Península de Ras Siyyan desde el mar

- Islas Sawabi, así como Ras Siyan, Khor Angar y el bosque de Godoria. Las islas Sawabi, conocidas también como los Siete Hermanos, son un grupo de pequeñas islas situadas en el estrecho de Bab-el-Mandeb, literalmente Puerta de las Lamentaciones. La fauna submarina está representada por fondos coralinos, varios nudibranquios, las especies de peces que habitualmente se encuentran en el mar Rojo y el océano Índico, unos cuantos tiburones grises de arrecife, tiburones dormidos y tiburones de punta blanca. Khor Angar es un pueblecito en la región norteña de Obock, frente a las islas de Sawabi, donde hay un Campamento turístico junto a una barra arenosa que ha dado lugar a una laguna interior y unos manglares. Un poco más al norte, también frente a las islas se encuentra la península de Ras Siyan o Siyyan (12.o27'N), que termina en una montaña de carácter volcánico de color rojizo de 138 m de altura; está conectada al continente por una barra arenosa que, al norte, forma una bahía con una laguna de 2,5 km de anchura, protegida por un arrecife de coral y que forma varios parches de manglares (Avicennia marina). La barra arenosa tiene unos 5 km de longitud y de 500 a 800 m anchura, el volcán Ras Siyan está inactivo pero es joven, con alguna erupción en los últimos 21.000 años de edad del arrecife. En el mar, plantas acuáticas de las especies Halodule y Thalassia formando pastizales entre los que se alimentan los tiburones en octubre. En la bahía hay un pequeño islote llamado Roca Siyan, de unos 2000 m² y 55x45 m. A veces, la montaña de Ras Siyyan es considerada la séptima de las Siete Hermanas (Sawabi). Una empresa china tenía, en 2018, el proyecto de construir un hotel en Ras Siyyan, y un aeropuerto para aprovechar las condiciones turísticas del lugar, a pesar de que por el estrecho de Bab el-Mandeb pasan cada año 25.000 barcos y unos 2.000 millones de barriles de petróleo.[8] El bosque de Godoria, mejor llamado manglar de Godoria se encuentra al sur de Khor Angar; es un laberinto de canales algo separado del mar y rodeado de desierto.[9]

- Isla de Haramous, 11°20′16.3″N, 43°6′41.93″E. También Bourdero, Waramous, Tortuga o Biley Blax. Es un islote de coral sin desarrollar, rodeado de algunos arrecifes y deshabitado, en el golfo de Adén, a unos 700 m al este del aeropuerto de la capital, Yibuti. está comentada más abajo como sitio Ramsar.

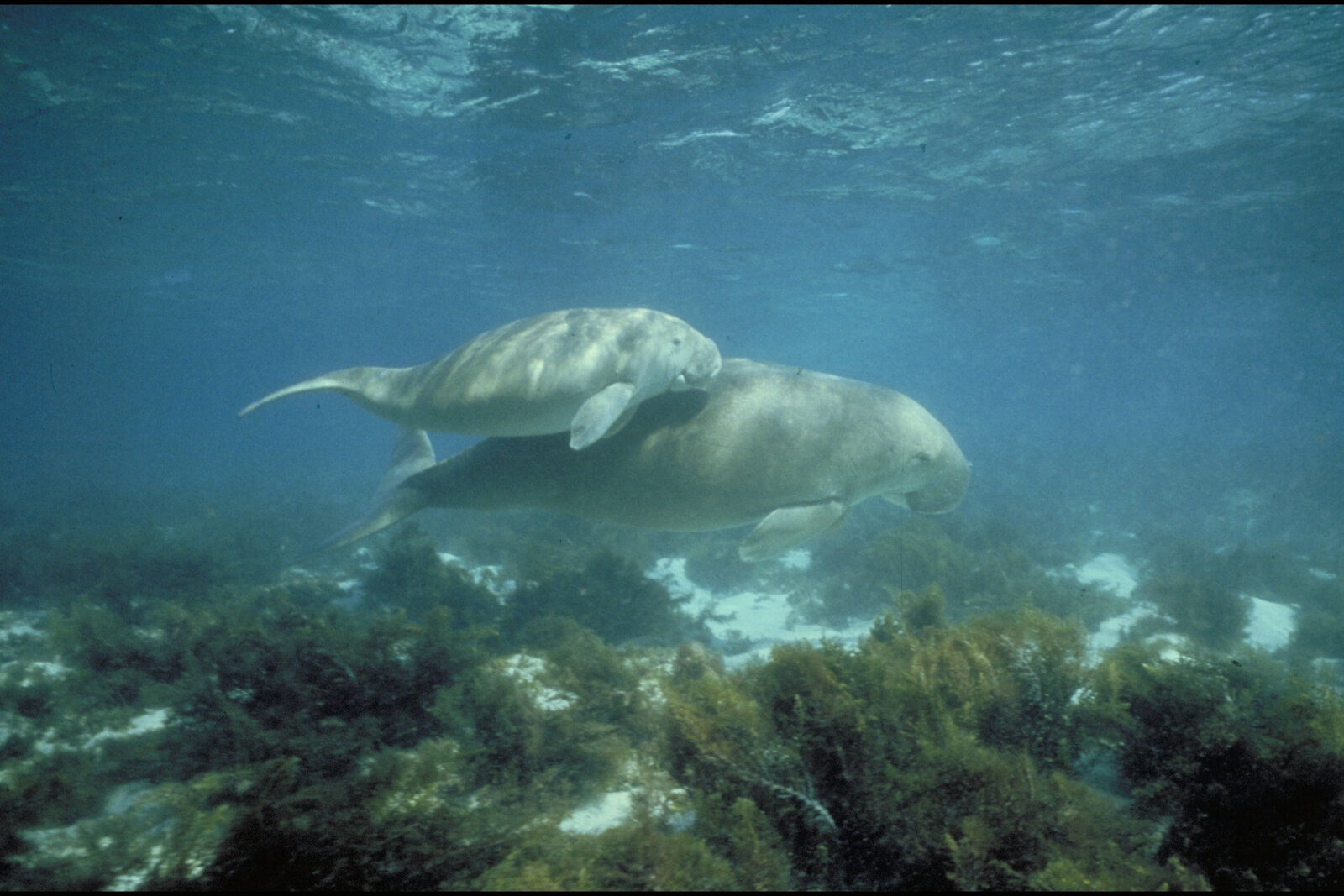
Dugón con su cría

- Sitio Ramsar de Haramous-Loyada, 30 km², 11°34′N 43°09′E. Este sitio costero, al sur de la capital del país, Yibuti, y cerca de la frontera somalí, está formado por humedales, costas arenosas, arrecifes de coral, islas y aguas marinas poco profundas. Hay al menos siete uadis que lo atraviesan y que al desembocar en el mar crean mini-deltas favorables a los manglares. En la isla de Haramous y los islotes que la rodean anidan unas 70 especies de aves acuáticas. En el mar vive el dugón, y en las playas anidan tortugas verdes y bobas. En el mar también se encuentra abundante pesca que aprovechan las comunidades que viven aquí y en el entorno del sitio, donde se practica la agricultura y la ganadería. La cercanía a la capital y la abundante población llevan al sobrepastoreo, la recolección de madera para hacer fuego y la extracción de arenas. El progreso ha traído dos especies invasoras: el cuervo indio y el algarrobo.[10]

## Zonas interiores

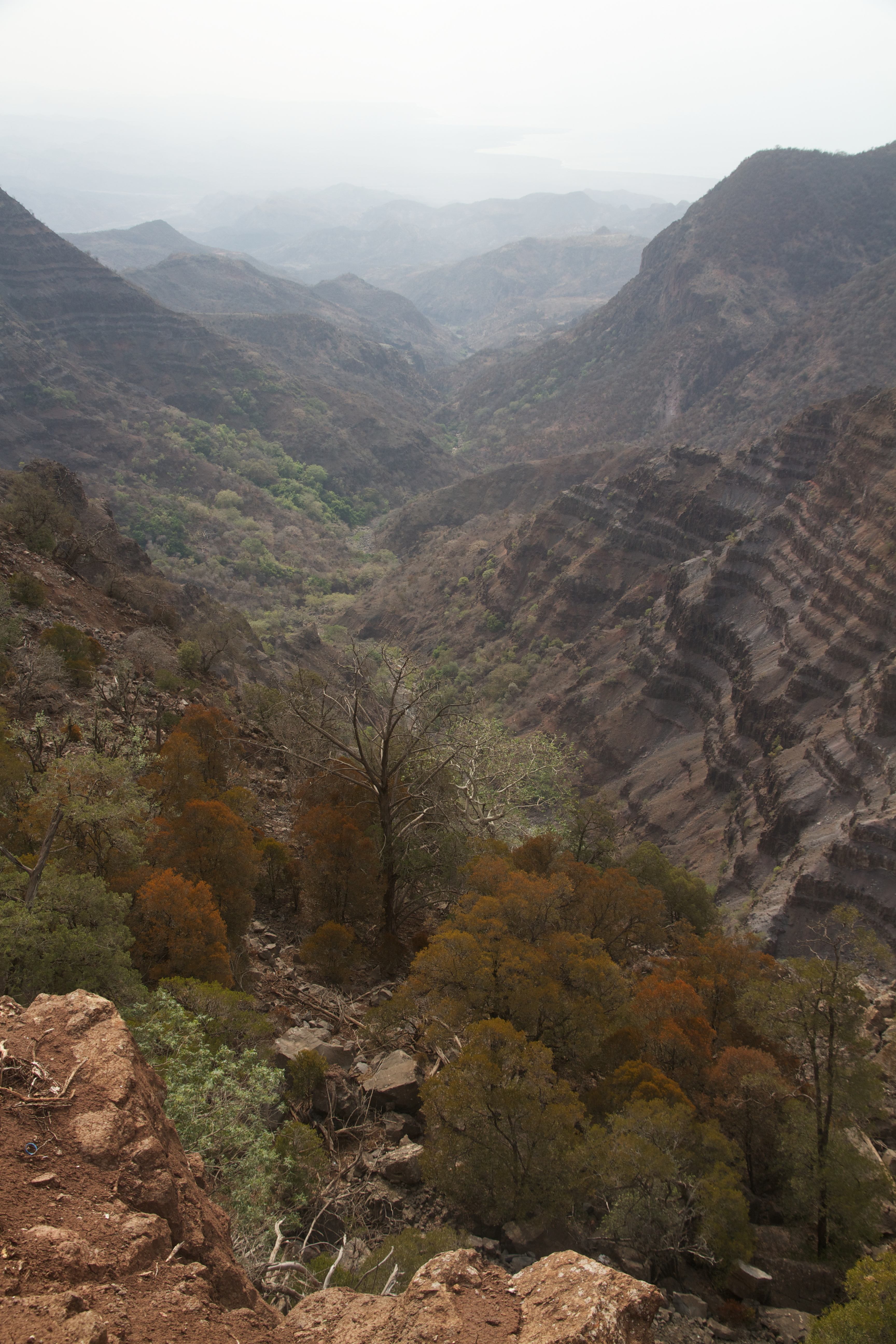
Montes Goda. Parque nacional del Bosque de Day

- Djalelo, 11.o21'17"N,42.o47'19"E. A unos 60 km al sudoeste de la capital, cerca del cruce con las fronteras de Etiopía y Somalia, en una zona muy árida, se ha creado el campamento ecoturístico de Djalelo, en el uadi del mismo nombre, donde se encuentra el Refugio Décan,[11] un área protegida de 4000 ha (40 km²) donde se ha preservado la vegetación (acacias) y se han concentrado ejemplares de la fauna local, como el asno salvaje, el avestruz (el común y el somalí), el babuino, el caracal, la gacela de Pelzeln, la gacela de Soemmering, el guepardo, el león, la mangosta de cola blanca, el órix beisa, el kudú menor, el puerco espín, el mono verde y la tortuga leopardo.

- Assamo. Unos 350 km².[12] Al oeste de Djalelo, a 120 km al sur de la capital, en la región de Ali-Sabieh un pequeño campamento en pleno desierto, junto a un uadi (Doussa Ooudmoum), donde se ha creado un refugio para proteger a los animales y la vegetación. Al norte del pueblo y valle de Assamo, donde viven unas 500 personas en estado seminómada. En el pueblo hay un viejo fuerte construido por el Ejército francés en la cima de una montaña. No hace tanto calor como en la costa, las medias de verano son de 25 y 36.oC, las de invierno, de 15 y 26.oC, con una media de 222 mm de precipitación anual. El campamento está creado por la misma asociación Décan que ha creado el de Djalelo. La roca es rojiza, el basalto deja paso a la caliza, la arenisca y las riolitas volcánicas, atravesadas por uadis de arena blanca. En esta área que abarca desde el pueblo de Assamo hasta el campamento, a 30 minutos en coche, vive el raro antílope beira. En la zona también hay babuinos, dicdics, gerenucs, gacelas de Pelzeln, abejaruco persa, francolín gorgiamarillo, suimanga del Nilo, barbudo perlado, alzacola rojizo, etc.[13]

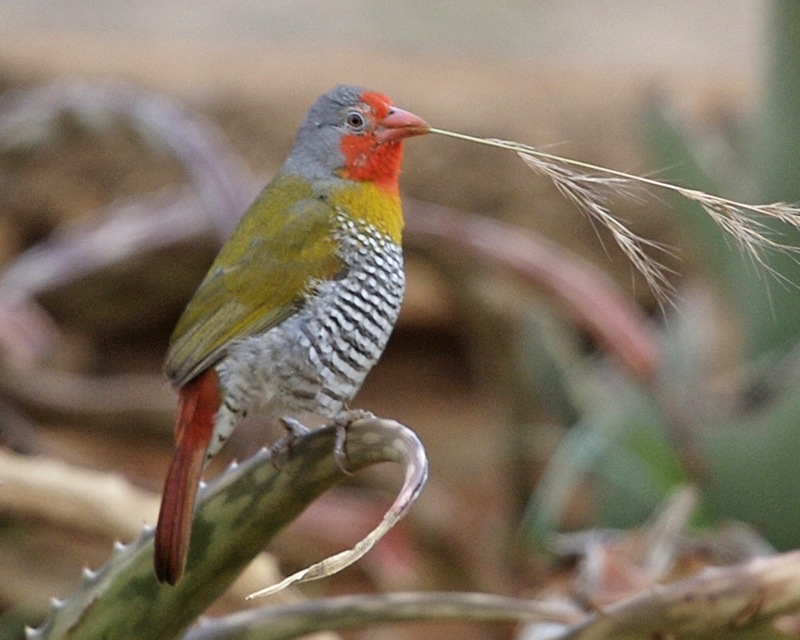
Estrilda melba

- Parque nacional del Bosque de Day. Se estableció en 1939 cubriendo un área muy pequeña, de 3,5 a 15 km², según las referencias, en un valle de los montes Goda y Marbia, que culminan a 1.783 m.[14] Se protege un área de bosque interior, con especies vegetales muy particulares, como la conífera Juniperus procera, el olivo de la variedad Olea africana, el boj Buxus hildebrantii y la asterácea Tarchonanthus camphoratus.[15] En las partes bajas, más secas, aparece la palmera dum. Con todo, es el bosque más grande de Yibuti, cubre cerca de 60 km², de los que lo más valioso son los 9 km² de Juniperus procera que crecen por encima de 950 m. Estos árboles pueden alcanzar 20 m de altura. Muchos han muerto recientemente sustituidos por los bojes. Entre la fauna destacan el francolín somalí y al pájaro estrilda melba,[16] además del papamoscas gambaga, el bulbul somalí y el estornino somalí. El 88 por ciento del bosque se ha perdido en los últimos 50 años.[17]

- Yoboki es una localidad en el oeste de la región de Dikhil, a unos 100 km de la capital. En esta zona desértica se estableció un puesto militar francés en 1946. En 1958 se abrió una escuela. En 1992, el conflicto con los nativos hizo que se reforzaran las tropas francesas. En los alrededores se encuentra el mencionado Parque nacional de Yoboki. El clima es caluroso y árido, con 168 mm de lluvia anual media, que caen sobre todo en verano y de 20 a 30.oC de temperaturas en invierno y 30 a 40.oC en verano.[18]